# Campeonato Mundial de Natação em Piscina Curta de 2016 - 200 m medley masculino
A prova dos 200 metros nado medley masculino do Campeonato Mundial de Natação em Piscina Curta de 2016 foi disputado no dia 6 de dezembro no Centro WFCU em Windsor, Canadá.

## Recordes
Antes desta competição, os recordes mundiais e do campeonato nesta prova eram os seguintes:
|                       | Nome        | Nacionalidade  | Tempo   | Local    | Data                   |
| --------------------- | ----------- | -------------- | ------- | -------- | ---------------------- |
| Recorde mundial       | Ryan Lochte | Estados Unidos | 1:49.63 | Istambul | 14 de dezembro de 2012 |
| Recorde do campeonato | Ryan Lochte | Estados Unidos | 1:49.63 | Istambul | 14 de dezembro de 2012 |

## Medalhistas
| Ouro            | Prata               | Bronze           |
| Wang Shun (CHN) | Philip Heintz (GER) | Daiya Seto (JPN) |

## Resultados

### Eliminatórias
As eliminatórias ocorreram dia 6 de dezembro com um total de 68 nadadores.  
| Colocação | Bateria | Raia | Nome                   | Nacionalidade          | Tempo     | Notas            |
| --------- | ------- | ---- | ---------------------- | ---------------------- | --------- | ---------------- |
| 1.        | 5       | 4    | Daiya Seto             | Japão                  | 1:53,49   | Q                |
| 2.        | 1       | 1    | Mark Szaranek          | Reino Unido            | 1:53,77   | Q                |
| 3.        | 5       | 3    | Kiriłł Prigoda         | Rússia                 | 1:53,94   | Q                |
| 4.        | 6       | 4    | Philip Heintz          | Alemanha               | 1:54,07   | Q                |
| 5.        | 7       | 5    | Josh Prenot            | Estados Unidos         | 1:54,10   | Q                |
| 6.        | 7       | 4    | Wang Shun              | China                  | 1:54,21   | Q                |
| 7.        | 6       | 1    | Andreas Vazaios        | Grécia                 | 1:54,30   | Q                |
| 8.        | 7       | 3    | Takeharu Fujimori      | Japão                  | 1:54,37   | Q                |
| 9.        | 6       | 3    | Simon Sjödin           | Suécia                 | 1:54,47   |                  |
| 10.       | 5       | 6    | Daniił Pasynkow        | Rússia                 | 1:55,03   |                  |
| 11.       | 7       | 6    | Clyde Lewis            | Austrália              | 1:55,13   |                  |
| 12.       | 6       | 5    | Diogo Carvahlo         | Portugal               | 1:55,26   |                  |
| 13.       | 5       | 5    | Thiago Simon           | Brasil                 | 1:55,51   |                  |
| 13.       | 6       | 2    | Jérémy Desplanches     | Suíça                  | 1:55,51   |                  |
| 15.       | 5       | 2    | Alexis Santos          | Portugal               | 1:55,77   |                  |
| 16.       | 1       | 7    | Jakub Maly             | Áustria                | 1:56,69   |                  |
| 17.       | 4       | 7    | Evan White             | Canadá                 | 1:56,90   |                  |
| 18.       | 6       | 8    | Neil Fair              | África do Sul          | 1:57,27   |                  |
| 19.       | 6       | 6    | Hu Yixuan              | China                  | 1:57,30   |                  |
| 19.       | 6       | 7    | Kyle Stolk             | Países Baixos          | 1:57,30   |                  |
| 21.       | 5       | 7    | Dávid Földházi         | Hungria                | 1:57,51   |                  |
| 22.       | 7       | 0    | Daniel Skaaning        | Dinamarca              | 1:57,68   |                  |
| 23.       | 7       | 7    | Michael Andrew         | Estados Unidos         | 1:57,87   |                  |
| 24.       | 7       | 1    | Markus Lie             | Noruega                | 1:57,98   |                  |
| 25.       | 7       | 8    | Tomas Peribonio Avila  | Equador                | 1:58,28   |                  |
| 26.       | 4       | 2    | Jan Šefl               | Chéquia                | 1:58,43   |                  |
| 27.       | 6       | 0    | Uvis Kalniņš           | Lituânia               | 1:58,47   |                  |
| 28.       | 7       | 2    | Daniel Wallace         | Reino Unido            | 1:58,81   |                  |
| 29.       | 4       | 8    | Martti Aljand          | Estónia                | 1:58,98   |                  |
| 30.       | 3       | 4    | Frank Krznaric         | Croácia                | 1:59,06   |                  |
| 31.       | 5       | 1    | Richárd Nagy           | Eslováquia             | 1:59,27   |                  |
| 32.       | 4       | 6    | Márton Barta           | Hungria                | 1:59,79   |                  |
| 33.       | 4       | 4    | Joan Lluís Pons        | Espanha                | 2:00,03   |                  |
| 34.       | 5       | 0    | Adam Halas             | Eslováquia             | 2:00,60   |                  |
| 35.       | 5       | 9    | Luke Reilly            | Canadá                 | 2:00,74   |                  |
| 36.       | 6       | 9    | Kristinn Þórarinsson   | Islândia               | 2:01,36   |                  |
| 37.       | 5       | 8    | Eben Vorster           | África do Sul          | 2:01,42   |                  |
| 38.       | 1       | 8    | Trần Duy Khôi          | Vietname               | 2:01,53   |                  |
| 39.       | 3       | 8    | Keanan Dols            | Jamaica                | 2:02,06   |                  |
| 40.       | 7       | 9    | Pang Sheng Jun         | Singapura              | 2:02,37   |                  |
| 41.       | 4       | 0    | Wen Ren-hau            | Taipé Chinesa          | 2:02,63   |                  |
| 42.       | 4       | 1    | Matias Lopez           | Paraguai               | 2:02,86   |                  |
| 43.       | 3       | 5    | Sajan Prakash          | Índia                  | 2:03,54   |                  |
| 44.       | 3       | 6    | Luis Vega Torres       | Cuba                   | 2:03,58   |                  |
| 45.       | 4       | 3    | Lionel Khoo            | Singapura              | 2:03,78   |                  |
| 46.       | 2       | 0    | Kyle Abeysinghe        | Sri Lanka              | 2:04,17   |                  |
| 47.       | 3       | 0    | Jarod Arroyo           | Porto Rico             | 2:04,71   |                  |
| 48.       | 3       | 3    | Yeziel Morales Miranda | Porto Rico             | 2:04,72   |                  |
| 49.       | 3       | 1    | Esteban Araya          | Costa Rica             | 2:04,91   |                  |
| 50.       | 2       | 8    | Alberto Batungbacal    | Filipinas              | 2:05,00   |                  |
| 51.       | 3       | 7    | Felipe Quiroz Uteau    | Chile                  | 2:05,09   |                  |
| 52.       | 2       | 5    | Lin Sizhuang           | Macau                  | 2:05,58   | Recorde nacional |
| 53.       | 4       | 5    | Mak Ho Lu Raymond      | Hong Kong              | 2:05,67   |                  |
| 54.       | 3       | 9    | Said Saber             | Marrocos               | 2:06,29   |                  |
| 55.       | 2       | 3    | Brandon Vives          | República Dominicana   | 2:08,57   |                  |
| 56.       | 2       | 6    | Brandon Schuster       | Samoa                  | 2:08,62   |                  |
| 57.       | 2       | 4    | Colin Bensadon         | Gibraltar              | 2:09,31   |                  |
| 58.       | 2       | 2    | Mathias Zacarias       | Paraguai               | 2:10,45   |                  |
| 59.       | 4       | 9    | Carlos Claverie        | Venezuela              | 2:10,68   |                  |
| 60.       | 2       | 7    | Noah Al-Khulaifi       | Catar                  | 2:16,27   |                  |
| 61.       | 2       | 9    | Kennet Libohova        | Albânia                | 2:17,62   |                  |
| 62.       | 2       | 1    | Fausto Huerta          | República Dominicana   | 2:20,05   |                  |
| 63.       | 1       | 4    | Carlos Vasquez         | Honduras               | 2:20,68   |                  |
| 64.       | 1       | 5    | Stanford Kawale        | Papua-Nova Guiné       | 2:24,47   |                  |
| 65.       | 1       | 3    | Mark Hoare             | Essuatíni              | 2:27,66   |                  |
| 66.       | 1       | 6    | Christian Villacrusis  | Marianas Setentrionais | 2:31,79   |                  |
| 67.       | 1       | 2    | Salofi Welch           | Marianas Setentrionais | 2:32,17   |                  |
| 68. !     | 4       | 0    | Jonathan Gómez         | Colômbia               | 9:99,99 ! | DNS              |

### Final
A final teve sua disputa realizada em 6 de dezembro. 
| Colocação         | Raia | Nome              | Nacionalidade  | Tempo   | Notas |
| ----------------- | ---- | ----------------- | -------------- | ------- | ----- |
| Medalha de ouro   | 7    | Wang Shun         | China          | 1:51,74 |       |
| Medalha de prata  | 6    | Philip Heintz     | Alemanha       | 1:52,07 |       |
| Medalha de bronze | 4    | Daiya Seto        | Japão          | 1:52,89 |       |
| 4.                | 2    | Josh Prenot       | Estados Unidos | 1:52,91 |       |
| 5.                | 3    | Kiriłł Prigoda    | Rússia         | 1:53,47 |       |
| 6.                | 5    | Mark Szaranek     | Reino Unido    | 1:54,45 |       |
| 7.                | 8    | Takeharu Fujimori | Japão          | 1:55,51 |       |
| 8.                | 1    | Andreas Vazaios   | Grécia         | 1:55,80 |       |

Legenda
| Recorde mundial       | Recorde mundial (World record)               |                       | Recorde africano                      | Recorde africano (African) |                                           | Q | Classificado por posição (Qualified) |
| Recorde do campeonato | Recorde do campeonato (Championship record)  | Recorde da América    | Recorde da América (Americas)         | q                          | Classificado por melhor tempo (Qualified) |   |                                      |
| Melhor marca do ano   | Melhor marca do ano (World leading)          | Recorde asiático      | Recorde asiático (Asian)              | DNS                        | Não largou (Did not start)                |   |                                      |
| Recorde nacional      | Recorde nacional (National record)           | Recorde europeu       | Recorde europeu (European)            | DNF                        | Não terminou (Did not finish)             |   |                                      |
| Recorde pessoal       | Recorde pessoal do atleta (Personal best)    | Recorde da Oceania    | Recorde da Oceania (Oceania)          | DSQ / DQ                   | Desclassificado (Disqualified)            |   |                                      |
| Recorde da temporada  | Recorde da temporada do atleta (Season best) | Recorde sul-americano | Recorde sul-americano (South America) | NM                         | Sem marca (No mark)                       |   |                                      |